# Molophilus bicaudatus
Molophilus bicaudatus är en tvåvingeart som beskrevs av Alexander 1929. Molophilus bicaudatus ingår i släktet Molophilus och familjen småharkrankar. Inga underarter finns listade i Catalogue of Life.